# Kępa (Opole)
Pour les articles homonymes, voir Kępa.
Kępa est une localité polonaise du gmina de Łubniany dans la voïvodie et le powiat d'Opole.

## Personnalités
- Wilhelm Kurtz (1935-2023), archevêque polonais y est né.